# Joan Terès i Borrull
Joan Terès i Borrull (Verdú, 29 de setembre de 1538 – Barcelona, 10 de juliol de 1603) fou prevere de Vic, bisbe auxiliar del Marroc (1575-1579) i de Còrdova (1579), bisbe d'Elna (1579-1586) i Tortosa (1586 - 1587), i arquebisbe de Tarragona (1587-1603). Fou virrei de Catalunya (1602-1603) i conseller del rei Felip III de Castella.

## Primers anys
Va néixer a Verdú en una família cristiana i humil el 1538. Fill de Joan Terès Domènech i de Magdalena Borrull Carnicer, i germà de Magdalena, Joana, Elionor i Margarida. De ben jove es quedà orfe de pare.
Ja adolescent visqué un temps a Reus, on estudià gramàtica tot subvenint els estudis amb almoines que aconseguia. El 1554 ingressà a l'Escola de Tarragona on hi estudià llatí i humanitats, pagant-se els estudis amb els justos diners de repartidor de missives.
Pel seu talent aconseguí bona protecció i estímul. Més tard, fou enviat a estudiar filosofia i teologia al primer col·legi que la Companyia de Jesús fundà a Espanya, el de Sant Pau a València, on finalment va acabar doctorant-se.

## Vida acadèmica
El 18 d'abril de 1566 sol·licità, i li fou concedit, un ajornament del pagament de les taxes de doctorat de teologia a la caixa de la ciutat de València. És molt probable que aprovés en el seu primer intent, ja que no consta que sol·licités cap altre ajornament en els anys següents. Des de 1532, el pagament per a l'obtenció del grau de doctor era de 7 lliures i 10 sous, és a dir,1 800 diners.

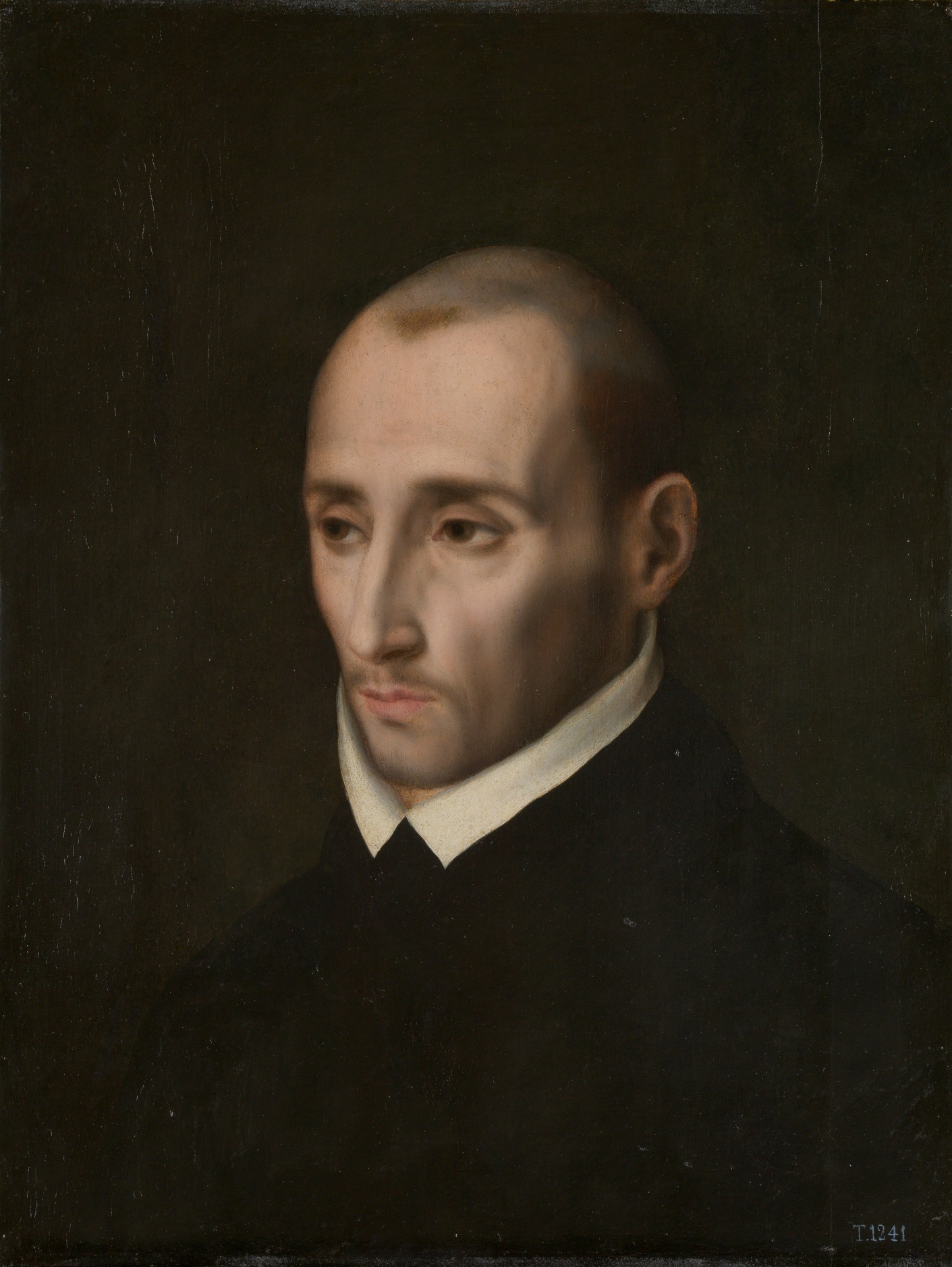
L'arquebisbe de València Joan de Ribera nomenà a Joan Terès rector de la Universitat de València.

Ja doctor, durant el curs acadèmic 1566-1567 fou titular de la segona càtedra de Lògica i, com a tal, li foren assignades 5 lliures valencianes de les 500 que el papa Pius IV havia donat a l'Estudi General de València. El 15 de maig de 1567 fou nomenat per a la segona càtedra de Qüestions per al curs acadèmic 1567-1568. El 1570-1571 tingué al seu càrrec la primera càtedra de Qüestions i el 1571-1572 la primera de Filosofia. Lògica, Qüestions i Filosofia, tant en la seva orientació realista com en la nominalista, formaven el trienni d'Arts a la Facultat amb aquest nom. Els professors, habitualment, ensenyaven triennis complets començant per Lògica en qualssevol de les seves modalitats. Acabat un cicle nominalista o realista, començaven el següent per la modalitat que no havien llegit prèviament. Per aquesta raó, encara que només hi ha constància que Terès fou catedràtic en els cursos acadèmics citats, és molt probable que també regís la segona càtedra (nominalista) de Filosofia el 1568-1569 i la primera càtedra (realista) de Lògica el 1569-1570. D'aquesta manera hauria complert un sexenni com a catedràtic en la Facultat d'Arts des de 1566 fins a 1572.
A més de professor, Joan Terès fou examinador de la Facultat d'Arts de la Universitat de València. El 16 de febrer de 1565 fou designat conjunt, és a dir, auxiliar i, donat el cas, substitut de l'examinador Vicente Montañés, catedràtic de la Facultat d'Arts. Habitualment, el conjunt substituïa a l'examinador en cas de mort o renúncia d'aquest. No consta quan Terès assumí el càrrec, però sí que Juan Tomás fou nomenat el seu conjunt el 5 de juliol de 1571. Per altra banda, el 4 de març de 1573 quedà registrada la renúncia de Terès, que llavors ja vivia a Tarragona, i el nomenament de Juan Tomás en el seu lloc.
Encara que de forma irregular, degut a l'empresonament del rector de l'Estudi General pel trienni 1568-1571 Pere Joan Monzó per l'arquebisbe de València Joan de Ribera, el 31 de març de 1570, Terès fou designat nou rector, quan l'arquebisbe obligà a Monzó a delegar el càrrec acadèmic a favor de Terès.
Les pretensions originals de l'arquebisbe passaven per violentar el patronat municipal de l'Estudi General per a atorgar les càtedres de teologia als membres de l'orde a la qual pertanyia: la Companyia de Jesús. Donat que el rector de la universitat valenciana era elegit d'entre els catedràtics insaculats de la Facultat de Teologia, i donat que tenia atribuït un paper essencial en el nomenament de la resta de personal docent, no hauria estat estrany que, en poc temps, els jesuïtes haguessin pres control de la institució.
Dit això, no resulta forassenyat que la persona elegida per a substituir a Pere Monzó fóra algú amb la mateixa qualificació acadèmica exigible per a poder ser escollit rector i que, a la vegada, tingués l'avantatge de ser antic alumne del Col·legi jesuïta de Sant Pau, encara que no hagués professat en l'orde.
Respecte al seu llegat intel·lectual, cal destacar que fou mestre del famós metafísic Diego Mas, que li dedicà dues de les seves obres:
- Metaphysica disputatio seu de ente et de eius propietatibus, quae communi nomine scribitur de trascendentibus (València, 1587)
- Commentaria in Universam Philosophia Aristotelis, una cum quaestionibus quae a gravissimis viris disputari solent (València, 1599)

## Inicis de la carrera eclesiàstica

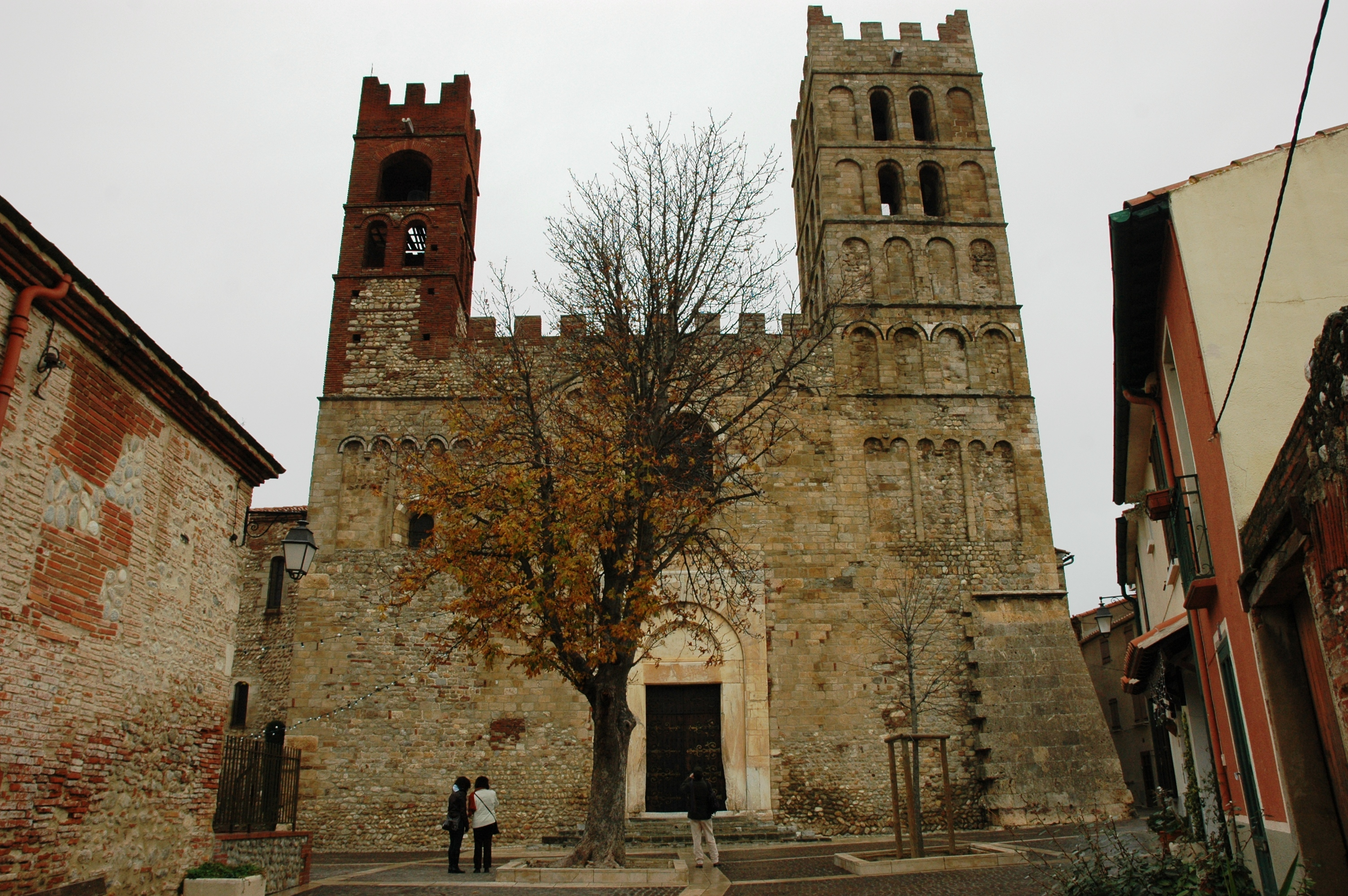
L'any 1579, el papa Gregori XIII traslladà Terès a la diòcesi d'Elna.

Tornà a Tarragona i obtingué un benefici a la seu catedralícia que li permeté viure sense estretors econòmiques.
L'any 1570, l'arquebisbe de Tarragona Gaspar Cervantes de Gaeta fou nomenat cardenal, mantenint la posició d'arquebisbe. Al traslladar-se a Itàlia, Terès s'ocupà dels afers eclesials de l'arquebisbat.
El 4 de febrer de 1575, rebé la consagració episcopal de mans de l'arquebisbe Cervantes. Llavors fou quan s'obrí el Seminari Conciliar de Tarragona, el primer seminari d'Espanya, d'acord amb les disposicions del Concili de Trento. Terès en fou el primer rector. Aquell mateix any, el cardenal Cervantes el proposava per a bisbe auxiliar amb el títol nominal de Marroc, a la qual cosa accedí el papa Pius V.
El 1577, s'institucionalitzà oficialment la Universitat de Tarragona, i el 2 de maig d'aquell mateix any fou nomenat primer rector d'aquesta universitat per l'arquebisbe Antoni Agustí i Albanell. També exercí com a canonge. i catedràtic de Teologia en la nova institució.
El 21 de febrer de 1578, consagrà a Miquel Jeroni Morell com a bisbe d'Urgell.
El 22 de maig de 1579, el papa Gregori XIII el traslladà a la seu episcopal d'Elna, vacant per la mort del bisbe Pedro Mártir Coma. Terès prengué possessió el 26 de juliol d'aquell mateix any. El 12 de desembre de 1582, Maria d'Espanya, vídua de Maximilià II del Sacre Imperi Romanogermànic, que tornava a la cort espanyola, i la seva filla Margarida desembarcaren a Cotlliure. En el seu pas per Elna, l'emperadriu rebé la visita del bisbe Terès. El dia de Nadal, Terès celebrà una missa a l'església de Sant Joan de Perpinyà, en presència de l'emperadriu romanogermànica, la Infanta i tota la cort. El segon semestre del 1585, Terès participà com a habilitador pel braç eclesiàstic en les Corts de Montsó. Com a bisbe d'Elna, Terès també prengué part al Concili provincial convocat per l'arquebisbe de Tarragona, Antoni Agustí i Albanell. El 14 d'abril de 1586, rebé pel papa Sixt V les butlles de nomenament al bisbat de Tortosa. El 15 de juny d'aquell mateix any consagrà el temple parroquial de Verdú. El 28 de setembre de 1586, conjuntament amb l'arquebisbe de València Joan de Ribera i el bisbe de Marroc Miguel Espinosa, consagrà a Bernardino Gómez Miedes com a bisbe d'Albarrasí.
El 22 de maig de 1587, Sixt V el va traslladar a Tarragona, després de la mort de l'arquebisbe Agustí.

## Arquebisbe de Tarragona
L'1 de setembre de 1587, convocà el seu primer Concili provincial, que es reuní l'1 d'octubre. L'assemblea es mantingué durant tot el mes i se celebraren 19 sessions. Hi assistiren 19 pares conciliars, però no hi assistí cap bisbe sufragani. En el sínode, s'arribà a concretar que els degans o vicaris forans i el procurador fiscal de la cúria diocesana havien d'estar ordenats in sacris, però no s'establí cap pena si obraven altrament. També s'exigí que els vicaris generals fossin eclesiàstics ordenats in sacris i graduats en dret canònic o civil. Ocuparen l'atenció dels pares conciliars els sovintejats conflictes amb el tribunal del Breu i la concertació del pagament del subsidi.

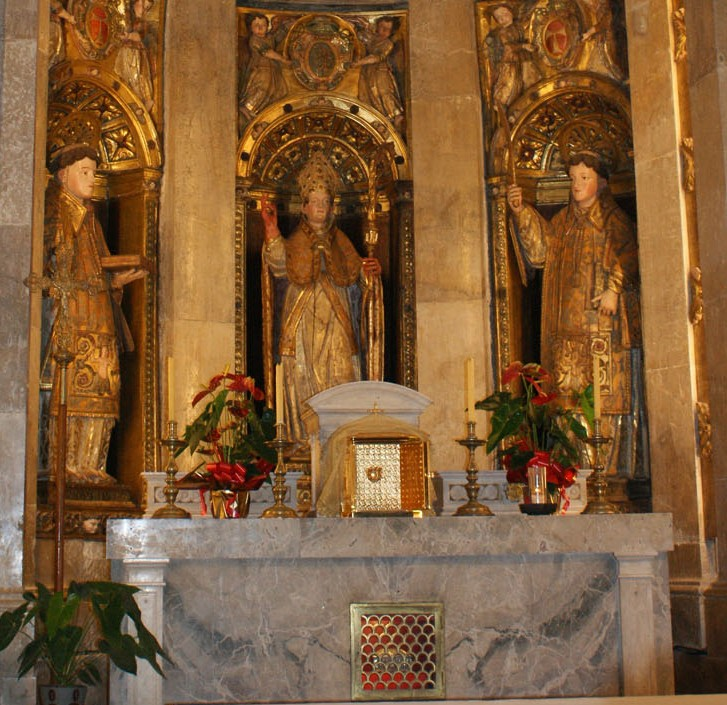
La capella de Sant Fructuós de la Catedral de Tarragona fou ordenada construir per l'arquebisbe Terès i dissenyada per l'arquitecte Pere Blai.

Terès fundà, l'any 1588, el convent de Sant Domènec, a Ciutadilla. Col·laborà en les reformes de l'ermita de Santa Maria de la Bovera, a Guimerà, i a l'ermita de Sant Magí de la Brufaganya, prop de Santa Coloma de Queralt.
El 1589 obtingué per a Tarragona la publicació del privilegi d'Estudi General, concedit pel rei Felip II. Aquest fet fou celebrat amb gran alegria i festes públiques arreu de la ciutat.
El 1590 consagrà a Gaspar Punter i Barreda com a bisbe de Tortosa.
El 1591 concedí privilegis de fonts baptismals a la Riba, per les dificultats que tenien els seus vilatans per anar a Vilaverd.
El 17 de setembre d'aquest any, Terès convocà el seu segon Concili, el més important dels seus, amb 64 sessions. S'inaugurà a Tarragona el 19 d'octubre, on continuà reunit fins al 28 de novembre, quan en el decurs de la 24a sessió es decidí traslladar-lo a Barcelona per tal d'atendre millor la problemàtica originada per les agressions castellanes al Regne d'Aragó. A Barcelona, entre el 13 de desembre i el 16 de març de l'any següent, se celebraren 40 sessions més amb especial atenció a les alteracions d'Aragó, on la situació es tornava amenaçadora i ben perillosa si els catalans es veien arrossegats a la guerra, atès que els aragonesos no paraven de demanar a la Generalitat de Catalunya, presidida per Jaume Caçador i Claret, i al Consell de Cent suport militar per poder resistir. Diputats de la Generalitat i del Consell havien acudit a Tarragona per demanar el parer i orientacions de l'arquebisbe Terès i del Concili. No s'enviaren reforços, sinó que s'ordenaren pregàries generals per implorar el favor diví per als aragonesos.
Malgrat la conflictivitat del moment, el Concili tractà amb especial importància el debat sobre l'obligatorietat del català com a llengua de l'Església. A la sessió 12a, el secretari del Concili, Alexandre Cendra, per manament de l'arquebisbe Terès, llegí una nova constitució sobre la llengua que suscità l'apassionament i la polèmica. El text exigia que a Catalunya, tots els predicadors prediquessin en català i no en cap altra llengua, amb l'excepció en presència dels reis, virreis i prínceps. En cas de ser negligent, serien greument castigats. Seguidament es procedí al nomenament d'una comissió encarregada de confegir el compendi doctrinal anunciat, composta pel bisbe d'Urgell Andreu Capella (que fou mestre de teologia de Terès), el síndic del capítol tarragoní Bartomeu Roca i Gaspar Joan de Vallpedrosa, procurador de l'abat de Poblet. Molt probablement l'arquebisbe Terès fou redactor d'aquesta constitució, junt amb el bisbe de Vic Pere Jaume, el prior d'Escaladei Pere Aguiló, el síndic d'Elna Joan Boscà i el síndic de Lleida Joan Margalef. Aquesta constitució trobà resistència per cinc capítols i dos monestirs, deixant el dissentiment molt per sota d'un terç del total dels votants, i essent finalment aprovada per majoria.

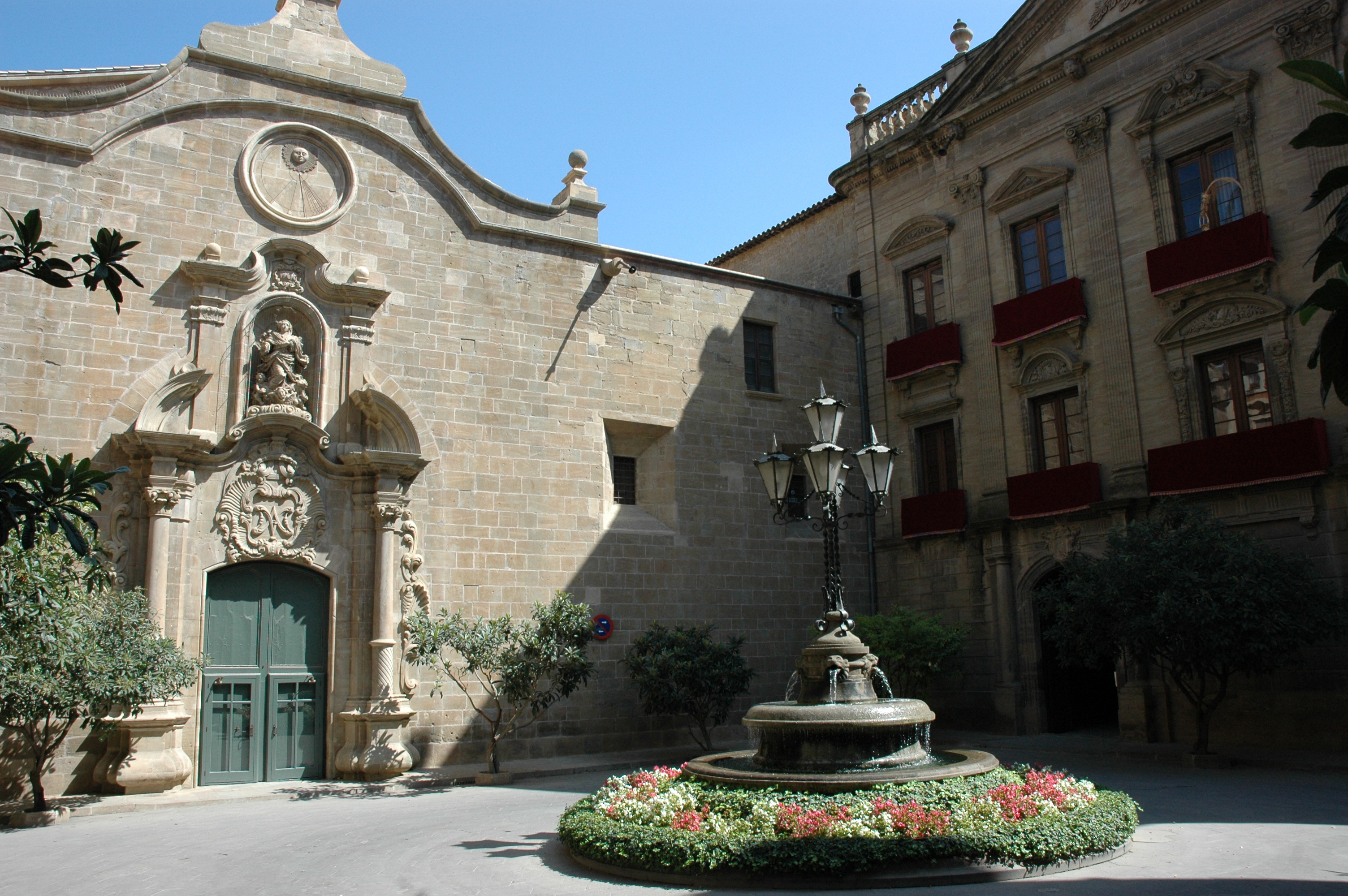
L'arquebisbe Terès i l'abat de Poblet Francesc Oliver de Boteller foren dues figures clau per a la formació del bisbat de Solsona.

Tanmateix, Terès no quedà satisfet i es decidí a presentar una solució pacificadora que conciliés les voluntats per obtenir un acord més ple encara. Així el dia 28 de novembre, en la sessió 24a, l'arquebisbe proposà una correcció de la constitució en la que se simplificaria el text, dient que la llengua a utilitzar ha de ser la vernacular dependentment del territori, sense especificar concretament en el català.
Les noves constitucions, doncs, representaren una reforma profunda. S'accentua la uniformitat en totes les cerimònies, s'urgeix l'obligatorietat de l'assistència als oficis, es reafirma la sacramentalitat del matrimoni, es posa èmfasi perquè s'eviti la cohabitació dels promesos, es prohibeixen les vetlles nocturnes de totes les festes, s'obliga als procuradors al concili a estar ordenats o ser professors, es regula la llicència per a ensenyar, es reafirmen les normes sobre els clergues amb fills il·legítims, es prohibeix l'ús de pedrenyals (tormenta manuaria) als clergues, s'exigeix una llicència explícita de l'ordinari per acaptar a favor d'hospitals, s'urgeix la necessitat de llicència per edificar esglésies i capelles, s'exigeix l'excomunió als qui violen el dret d'asil a les Esglésies, etc.
El 7 de febrer de 1592 es decidí concedir a l'arquebisbe les facultats més amples per a l'edició de les constitucions. Finalment, Terès podia veure el compliment de l'anhel, que duia d'abans de ser bisbe, d'actualitzar la legislació canònica tarraconense. En el proemi de presentació, recull l'evolució històrica de la pràctica canònica tarraconense, evoca els concilis antics i remarca que per la seva equitat i antiguitat han estat rebuts per tot el món, recorda la recopilació per Joan d'Aragó i les edicions del Cardenal Girolamo Doria i d'Antoni Agustí, i deixa constància del treball realitzat durant el Concili.
L'edició s'estampà a Tarragona, l'any 1593. En pocs anys hi hagué tres edicions: la del cardenal Doria, la d'Antoni Agustí i la de Terès; essent la de Terès la darrera compilació i edició oficial de les Constitucions provincials Tarraconenses.

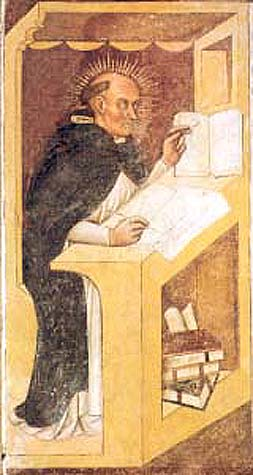
L'arquebisbe Terès va promoure la canonització de Raimon de Penyafort, que se celebrà l'any 1601.

El 1592 feu construir a la catedral de Tarragona les capelles de Sant Joan Evangelista i de Sant Fructuós, obra de l'arquitecte renaixentista Pere Blai.
El 13 d'agost de 1592, el papa Climent VIII aprovà una butlla decretant l'anul·lació i secularització dels canonges regulars de l'orde de Sant Agustí. en tots els monestirs i priorats de Catalunya, el Rosselló i la Cerdanya, degut a la decaiguda vida llibertina en què havien caigut algunes comunitats, del Principat de Catalunya, d'aquesta esmentada orde. Entre aquests monestirs es trobava el de  Santa Maria de Solsona. El Sant Pare remeté l'execució de la butlla a l'arquebisbe de Tarragona, al bisbe d'Urgell Andreu Capella i al Nunci Apostòlic en el Regne d'Espanya, llavors Pietro Millino. A tal fi l'arquebisbe Terès comissionà el seu nebot i vicari general de l'arquebisbat de Tarragona, Antoni Clarassó i Terès, per a llegir l'esmentada butlla davant els canonges reunits al temple de Solsona, quedant, a partir d'aquell instant, secularitzats i privats de les insígnies canonicals.
Mentre alguns monestirs havien acatat l'ordre de secularització, el de Solsona, essent com era el més important de Catalunya, es resistí, emparant-se en la segona butlla en què Climent VIII deia que, si, entre els canonges, n'hi havia bona conducta, podien continuar gaudint del càrrec i del benefici. Les rendes dels monestirs secularitzats anaren a engruixir les del de Solsona. És, en aquest punt, quan els solsonins s'adreçaren al rei Felip II per crear un nou bisbat, amb la població de Solsona com a seu episcopal, aplicant-hi les rendes i el monestir com a residència. Va ser llavors quan el papa va veure la creació d'un nou bisbat com una oportunitat per a frenar la penetració des de França dels Hugonots i recolzà la petició del rei. Felip II comunicà l'aprovació del Sant Pare el 1593, i concedí, a més, el títol de ciutat el 30 de juny de 1594.
La creació del bisbat de Solsona ocasionà un greu malestar entre els bisbats veïns perquè van veure disminuïdes les seves possessions, especialment el de la Seu d'Urgell. Terès, el bisbe d'Urgell i el nou Nunci Apostòlic Camillo Caetani foren comissionats per a dur a terme l'erecció del nou bisbat. Després de reconeguda la informació de la vida i costums dels canonges regulars i trobant-los innocents de qualsevulla falta, estengueren decrets particulars per a cadascun d'ells, concedint-los els drets i rendes mentre visquessin, d'aital manera com les posseïren quan eren regulars. Finalment, Terès intervingué en la formació del capítol catedralici, i més tard, en la delimitació del nou bisbat conjuntament amb l'abat de Poblet Francesc Oliver de Boteller.
El 18 de setembre de 1594, s'embarcà, amb vuit galeres, vers l'illa d'Eivissa, aleshores territori de l'arquebisbat de Tarragona, amb motiu d'una visita pastoral. Durant el viatge, l'expedició fou assaltada per tres galeres de pirates musulmans; amb tot, les galeres de l'arquebisbe encara capturaren dues galeres pirates.
Va protegir la fundació de residències de frares caputxins, així com d'altres d'agustins i de carmelites descalços, i va millorar notablement l'edifici-convent dels jesuïtes, intervenint decisivament en la fundació del seu noviciat a Tarragona.
El 4 d'abril de 1596, es procedí a l'acte d'obertura i reconeixement del sepulcre del beat Ramon de Penyafort, del qui Terès en promogué la seva canonització, per l'arquebisbe Terès, el bisbe de Barcelona, Joan Dimas Loris, i el bisbe de Vic Pere Jaume, comissionats, els tres pel papa Climent VIII. També hi foren presents el bisbe d'Elna, Francesc Robuster i Sala, el recentment nomenat primer bisbe de Solsona, Lluís Sanç i Manegat, i els diputats de Catalunya i cònsols de Barcelona.
A instàncies de Felip II va convocar el Concili Provincial Tarraconsense de 1598, tercer concili de Terès, a Tarragona el 15 de gener de 1598 i va continuar fins al dia 27, amb nou sessions. No hi assistí cap bisbe personalment i els pares presents arribaren a 24.
El 30 de maig de 1599 consagrà a Onofre de Reart com a bisbe d'Elna.
L'últim concili de Terès fou també a Tarragona. El concili es reuní del 2 de gener al 2 de març de 1602, amb 38 sessions, i fou prorrogat per a després de Pasqua. Havia de reunir-se el 27 d'abril, però ja no va continuar, ja que l'arquebisbe fou nomenat virrei de Catalunya i hagué de traslladar-se a Barcelona. Assistiren al Concili els bisbes Francesc Robuster i Sala de Vic, Lluís Sanç i Manegat de Solsona, Ildefons Coloma de Barcelona i Francesc Virgili de Lleida. L'assistència arribà a 36 comprovincials. S'estableix la festa de Sant Ramon de Penyafort. Terès també va promoure la canonització del fundador de la Companyia de Jesús, Ignasi de Loiola, de Teresa de Jesús, d'Oleguer de Barcelona i de Bernat Calbó. En el curs de la sessió dissetena s'originà un greu incident quan l'abat Baltasar Compte de Sant Llorenç prop Bagà, pronuncià paraules ofensives, i Terès l'expulsà, i, en la sessió següent, es decretà la seva captura i empresonament.
El 1602, els bandolers Pere Voltor i Miquel Català mataren a trets de pedrenyal al comissari reial Epifani Olives i Terès, nebot de l'arquebisbe, al pati del Castell de Valls. Els jurats de Valls i molts prohoms de la vila foren declarats còmplices per l'Audiència de Catalunya. Això feu que les relacions entre les autoritats de Valls i en Terès fossin tenses.

## Virrei de Catalunya

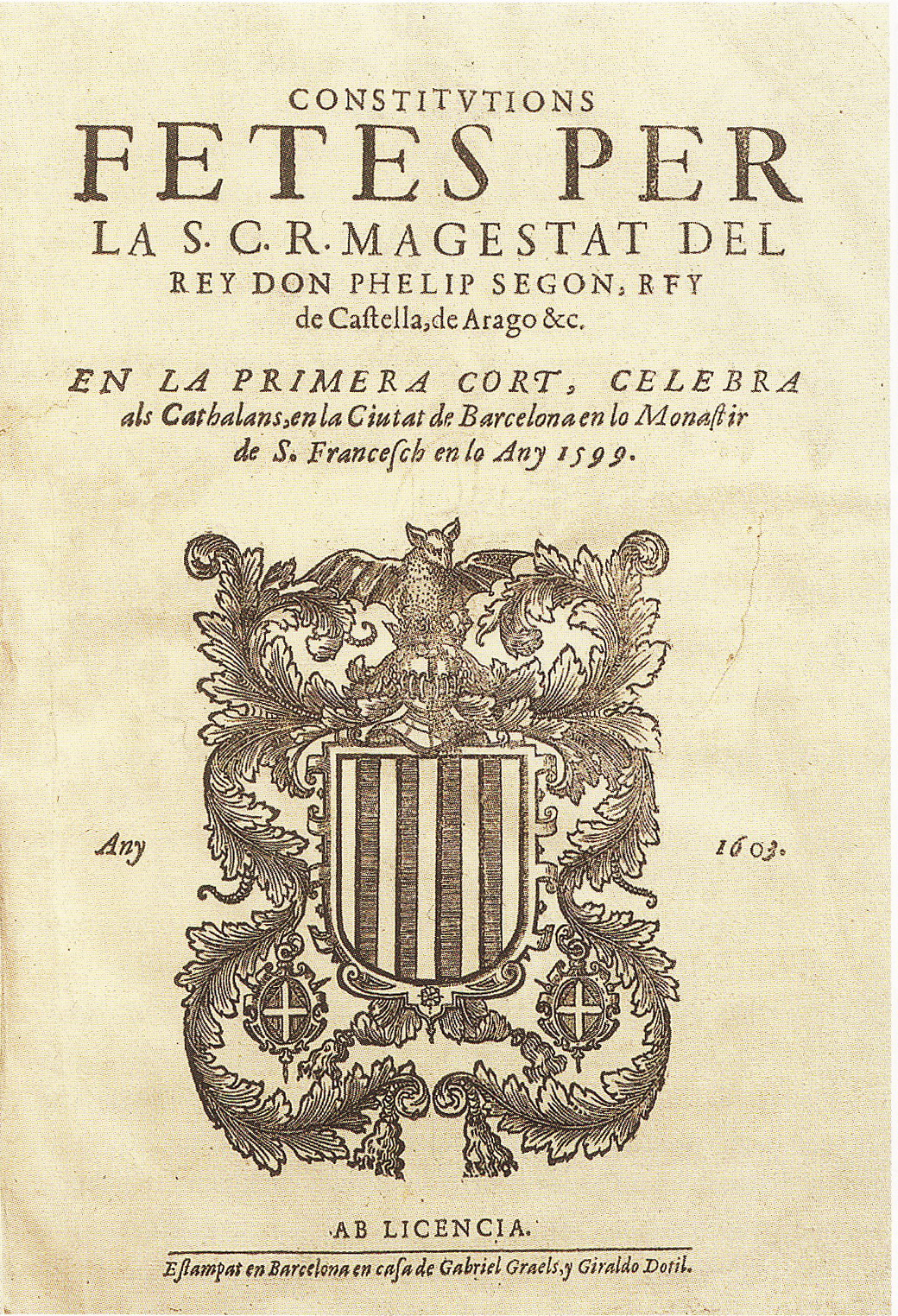
El virrei Terès publicà l'any 1603 les Constitucions de les Corts de Barcelona celebrades el 1599.

En la sessió de les Corts de Barcelona del 1599, el rei Felip III es feu present. Terès, encara arquebisbe, presidí el braç eclesiàstic. Hi havia el costum de fer imprimir els acords presos a la sessió, però n'hi havia cinc en què els diputats no donaren el vistiplau. Entre elles, el dret del virrei a fer proclames i la privació de dur pedrenyals als nobles i llurs servents, amb la pretensió de reprimir el bandolerisme a Catalunya.
El llavors virrei de Catalunya, Lorenzo Suárez de Figueroa y Córdoba, duc de Fèria, com a rèplica, decidí actuar ordenant l'empresonament d'un diputat i l'oïdor de les Corts, interpretant llur protesta com un acte de desobediència. Aquest esdeveniment fou el motiu pel qual el duc de Fèria fou desposseït del seu càrrec. El dia 16 d'abril de 1602 fou substituït per Terès.
Les circumstàncies prou delicades dugueren Felip III a designar Terès com a mesura d'apaivagament, el qual era prou conegut pel rei com a assistent de les Corts del 1599. A més a més, aquell mateix any el rei s'hostatjà, junt amb la seva muller Margarida d'Àustria, al Palau Arquebisbal de Tarragona durant tres dies.
Terès decretà l'alliberament dels cavallers empresonats pel duc de Fèria i publicà les Constitucions sense els articles conflictius, veient el perill que representava l'abundor d'armament en el país infestat de bandolerisme, on només en un any més de 300 persones foren assassinades amb pedrenyals. Finalment decidí enfrontar-se als nobles.
A finals del 1602, un dels assassins del nebot de Terès, Pere Voltor, fou capturat en una batuda. Aquell mateix any fou condemnat i esquarterat.
El 1603, Terès prohibí la fabricació de pedrenyals als ferrers i mecànics. Aquest plantejament de la qüestió no fou satisfactori per als diputats i molestà a l'aristocràcia. A la nova protesta, Terès s'oferí a estudiar novament l'afer.
Terès, obertament nyerro, participà activament durant la seva lloctinència en les lluites entre nyerros i cadells, prescindint de les obligacions del seu càrrec.
El virrei, sense ambicions polítiques i freturós de reintegrar-se a la seva tasca eclesiàstica, demanà la substitució en el càrrec. El rei Felip III li concedí la petició i el 19 de maig de 1603 designà al duc de Monteleone, Ettore Pignatelli e Colonna, com a nou virrei.
Encara en el càrrec, el 14 de juny de 1603, Terès firmà el privilegi de taula de comuns dipòsits concedit per Felip III a la ciutat de Manresa.

## Mort i llegat
Encara no s'havia fet el traspàs de càrrecs que el 10 de juliol de 1603 l'arquebisbe Terès moria al Palau del Lloctinent, a Barcelona, a l'edat de 64 anys. Tot i que les causes no foren clares, es rumoreja que fou emmetzinat. El seu marmessor fou el seu nebot Antoni Clarassó i Terès.
El 1610, les seves despulles foren traslladades i escortades per l'esquadra espanyola fins a Tarragona, sebollides finalment al mausoleu que es feu erigir entre les capelles de Sant Fructuós i de Sant Joan, fetes bastir per ell mateix, en el lloc on ell tingué el seu confessionari.
El seu caràcter altruista fou perpetuat amb la fundació d'una causa pia per a donzelles per a maridar, del seu llinatge. Deixà una renda per a una col·legiatura al Seminari de Tarragona, per estudiants del seu llinatge i de la Selva del Camp. Encara una altra deixà per a set estudiants pobres que volguessin cursar la carrera eclesiàstica, tenint preferència els verdunins, i una altra fundació per a dotar anualment tres noies elegibles, una a Tarragona, una altra a la Selva del Camp i una altra a Constantí.
També passà a la posteritat com a benefactor de les dues cases d'orfes, per a nens i nenes, existents a Tarragona des de, com a mínim, 1551.
El carrer de l'Arquebisbe Terès de Verdú està dedicat a ell.

## Llinatge dels Terès
Altres familiars directament emparentats amb Joan Terès han posseït càrrecs importants dins del món eclesiàstic i nobiliari, principalment gràcies a la seva influència. Com que no tingué descendència, es considera el seu llinatge a través de les seves quatre germanes.
- Antoni Clarassó i Terès (? - Barcelona, 1611); nebot de Terès. Vicari general de l'arquebisbat de Tarragona.
- Epifani Olives i Terès (? - Valls, 1602); nebot de Terès. Noble i comissari reial de Felip III de Castella.
- Crisóstomo Royo de Castellví (València, 1629 - Sogorb, 1691); besnet de la germana de Terès. Bisbe de Sogorb.